# Galius Zed
Galius Zed è un personaggio dei fumetti DC Comics. È un supereroe dell'Universo DC, comparso per la prima volta in Tales of the Green Lantern Corps n. 2 (giugno 1981), nella storia Defeat!. Fu un membro del Corpo delle Lanterne Verdi.

## Biografia del personaggio
Galius fu introdotto quando combatté al fianco di Hal Jordan durante la guerra contro Krona e Nekron. Combatté numerose battaglie al fianco dei suoi colleghi del Corpo delle Lanterne Verdi. Fece anche parte della forza di invasione inviata su Qward per distruggere il Corpo Anti-Lanterne Verdi.
Partecipò allo "psicodramma" in cui Hal Jordan fu sottoposto a dei test per mettere alla prova la sua capacità di essere una Lanterna Verde. Glaius sopravvisse anche alla Crisi sulle Terre infinite e perse il suo anello del potere dopo il processo di Sinestro e il successivo collasso della Batteria del Potere Centrale di Oa.

### Darkstars
Dopo la distruzione del Corpo, John Stewart fu scelto dai Controllori per divenire un Darkstar. John ne approfittò per reclutare anche molte ex Lanterne per colmare il vuoto lasciato dal Corpo. Galius fu una delle reclute che accettò. La loro prima missione fu su Talyn, un pianeta che venne devastato da Psi-Mon. Dopo questa missione, Glaius Zed andò sulla Terra per distruggere un sindacato del crimine alieno.
Quando Grayven, il terzo figlio di Darkseid si fece sentire, i Darkstars gli si opposero. Anche se erano in diciotto contro uno, presero una posizione su Rann e decisero il da farsi contro una tale minaccia. Durante l'assalto sui Darkstars, uno di questi, Charlie Vicker, fu tagliato in due, ma Grayven venne infine sconfitto da John Stewart e Kyle Rayner. Galisu Zed, Munchukk, Chaser Bron e Ferrin Colos rimasero su Rann per aiutare Adam Strange a ricostruire la città in rovina di Ranagar.
I Darkstars furono chiamati a combattere ancora una volta, questa volta contro la minaccia di Hyathis. L'Imperatrice da quattro soldi di Rann utilizzò il controllo mentale per mettere i Zarediani contro i Darkstars, creando una diversificazione, mentre lei invece rapiva Aleea, la figlia di Adam Strange. Hyantis stava per avere la meglio, ma non riuscì nei suoi intenti grazie all'arrivo di Superboy e dei Ravers, che lo aiutarono a schiacciare i suoi piani. Purtroppo per lui, Galisu Zed non sopravvisse abbastanza a lungo da assaporare la vittoria: fu ucciso dalla guerriera Fatality che sconfisse ogni Lanterna Verde che si trovò davanti, come vendetta per il fallimento di John Stewart nel salvare il suo pianeta natale, Xanshi.
Galius Zed è commemorato nelle Cripte di Oa ed è considerato da tutti una Lanterna Verde leggendaria.

### La notte più profonda
Galius Zed è una delle molte Lanterne cadute a risorgere dalla tomba su Oa per diventare una Lanterna Nera. In Blackest Night n. 1, è una delle tante Lanterne Nere a combattere contro le Lanterne Verdi viventi di Oa.

## Altri media

### Cinema
Galius Zed compare nel film animato Lanterna Verde: Prima missione.

### Televisione
- Galius Zed comparve nell'episodio La notte più buia della serie animata Justice League. Fu una delle Lanterne Verdi che parteciparono al processo di John Stewart accusato di aver fatto saltare in aria un intero pianeta. Le Lanterne non supportarono John, ma piuttosto si unirono al coro di abuso vocale. I membri della Justice League invece si confrontarono con lui e con le Lanterne presenti. In un altro episodio, Corpo e mente, lui e Arkkis Chummuck furono uccisi in battaglia dalle forze di Despero su Kalanor.
- Galius Zed ebbe un brevissimo cameo nell'episodio Il cavaliere oscuro, della serie animata Batman: The Brave and the Bold.